# Moena
Moena é uma comuna italiana da região do Trentino-Alto Ádige, província de Trento, com cerca de 2.597 habitantes. Estende-se por uma área de 82 km², tendo uma densidade populacional de 32 hab/km². Faz divisa com Pozza di Fassa, Nova Levante (BZ), Vigo di Fassa, Falcade (BL), Soraga di Fassa e Predazzo.